# Вольне (Успенський район)
Во́льне — село в Успенському районі Краснодарського краю. Центр Вольненського сільського поселення.
Населення — 3,4 тис. мешканців (2002).

## Географія
Село розташовано на лівому березі Кубані за 5 км на південний схід від Армавіру.

## Адміністративний поділ
У склад Вольненського сільського поселення крім села Вольне входять також:
- село Мар'їно,
- селище Дивний.